# 原市町 (群馬県)
原市町（はらいちまち）は群馬県の西部、碓氷郡に属していた町。

## 地理
- 河川：碓氷川、九十九川

## 歴史
- 1889年（明治22年）4月1日 - 町村制施行により、原市村、郷原村、簗瀬村、嶺村が合併して原市町が成立する。
- 1935年（昭和10年）9月26日 - 群馬県下に集中豪雨。原市町にあった小学校教員住宅の裏山が崩れ一家6人が全員死亡する土砂災害が発生[1]。
- 1955年（昭和30年）3月1日 - （旧）安中町、磯部町、東横野村、岩野谷村、板鼻町、秋間村、後閑村と合併して安中町を新設する。
- 1958年（昭和33年）11月1日 - 安中町が市制施行して安中市となる。

## 町長
1. 宮口二郎（1889年）
2. 真下珂十郎（1889年- ）

## 交通

### 道路
- 国道
  - 国道18号
- 県道
  - 群馬県道125号一本木平小井戸安中線